# Municipio de Grovena
El municipio de Grovena (en inglés: Grovena Township) es un municipio ubicado en el condado de Moody en el estado estadounidense de Dakota del Sur. En el año 2010 tenía una población de 173 habitantes y una densidad poblacional de 1,85 personas por km².

## Geografía
El municipio de Grovena se encuentra ubicado en las coordenadas 43°58′42″N 96°35′11″O / 43.97833, -96.58639. Según la Oficina del Censo de los Estados Unidos, el municipio tiene una superficie total de 93.68 km², de la cual 93,68 km² corresponden a tierra firme y (0 %) 0 km² es agua.

## Demografía
Según el censo de 2010, había 173 personas residiendo en el municipio de Grovena. La densidad de población era de 1,85 hab./km². De los 173 habitantes, el municipio de Grovena estaba compuesto por el 85,55 % blancos, el 9,83 % eran amerindios y el 4,62 % eran de una mezcla de razas. Del total de la población el 0 % eran hispanos o latinos de cualquier raza.